# Philadelphiakromosom
Philadelphiakromosom är en genetisk avvikelse, där genetiskt material från kromosom 9 har förflyttats till kromosom 22. Resultatet blir en ny aktiv genprodukt som kallas för BCR-ABL, vilket är ett tyrosinkinas som ger upphov till mitotiska signaler för celler att dela på sig. Philadelphiakromosomen är en vanlig orsak till många former av leukemi, bland annat Kronisk myeloisk leukemi. Idag existerar läkemedel i form av tyrosinkinashämmare specifika för BCR-ABL som specifikt kan stoppa cancercellen med denna genetiska förändring.